# Liste der Außenminister der Republik Zypern
Liste der Außenminister der Republik Zypern seit der Unabhängigkeit im Jahre 1960:
| Minister                 | Anfang             | Ende               |
| ------------------------ | ------------------ | ------------------ |
| Spyros Kyprianou         | 16. August 1960    | 15. Juni 1972      |
| Ioannis Christophides    | 16. Juni 1972      | 8. März 1978       |
| Nicos A. Rolandis        | 3. März 1978       | 21. September 1983 |
| Georgios Iacovou         | 22. September 1983 | 27. Februar 1993   |
| Alekos Michaelides       | 28. Februar 1993   | 8. April 1997      |
| Ioannis Kasoulidis       | 9. April 1997      | 28. Februar 2003   |
| Georgius Iacovou         | 1. März 2003       | 12. Juni 2006      |
| Giorgos Lillikas         | 13. Juni 2006      | 16. Juli 2007      |
| Erato Kozakou-Markoullis | 16. Juli 2007      | 2. März 2008       |
| Márkos Kyprianoú         | 3. März 2008       | 5. August 2011     |
| Erato Kozakou-Markoullis | 5. August 2011     | 28. Februar 2013   |
| Ioannis Kasoulidis       | 1. März 2013       | 28. Februar 2018   |
| Nikos Christodoulidis    | 1. März 2018       | 10. Januar 2022    |
| Ioannis Kasoulidis       | 11. Januar 2022    | 28. Februar 2023   |
| Constantinos Kombos      | 1. März 2023       | amtierend          |